# Kornzerstörung
Unter Kornzerstörung versteht man den Zerfall von mineralischen, kristallinen oder amorphen Partikeln in zwei oder mehr Bruchstücke. 
Der Vorgang tritt bei der industriellen Verarbeitung von Massenprodukten in der chemischen und pharmazeutischen Industrie auf sowie bei Schüttgut und beim Umgang mit körnigen Materialien oder Granulaten. 
Durch die Kornzerstörung steigt der Feinanteil im Produkt drastisch an und gleichzeitig nimmt der mittlere Partikeldurchmesser ab. Als Konsequenz werden geforderte Produktqualitäten nicht erreicht, zu nennen sind hier die Verteilungsbreite, der mittlere Korndurchmesser, Grob- und Feinanteil, Filtrierbarkeit, Fließfähigkeit.
Kornzerstörung entsteht vermehrt in verschiedenen Arten von Zentrifugen, die auf die Partikeln so hohe mechanische Belastungen ausüben, dass deren Bruchgrenze überschritten wird, sowie beim Umschütten. Daneben gibt es auch Kornzerstörung durch thermische (Hitze, Frost), hygroskopische (Feuchtigkeit, Trockenheit) oder chemische Einflüsse.
Beispiel:
- Schädigung von Partikeln bei der Herstellung empfindlicher chemischer Produkte, zum Beispiel Adipinsäure

Die Kornzerstörung als Phänomen auf der Ebene der einzelnen Partikel ist zu unterscheiden von anderen Effekten, zum Beispiel
- Produktschädigung bei Lagerung:
- „Zerbröseln“ von Pillen und Tabletten, die sie unbrauchbar machen
- Abrieb bei Holzpellets, die die Brennersteuerung stören

- oder beim Einsatz des fertigen Produkts:
- Zerfall von Schüttungen zu Wärmedämmung durch eindringende Feuchte und anschließenden Frost als Bauschaden

Für den Zerkleinerungsvorgang (den die Kornzerstörung darstellt) gibt es vier mögliche Ursachen:
- Druck bzw. Druck/Schub
- Prall
- Scherung
- nichtmechanische Energiezufuhr

Beispiel für nichtmechanische Energiezufuhr:
- Zerfall von gekörntem Schwarzpulver in überlagerten pyrotechnischen Artikeln, mit extremer Gefahr von unkontrolliertem Verhalten des Effekts